# Memories of My Trip
Memories of My Trip es un álbum recopilatorio de Chris Barber. El conjunto de dos CD celebró el 80 aniversario del veterano del trad jazz británico e incluye, entre otros, colaboraciones con Van Morrison, Mark Knopfler, Dr. John y Eric Clapton. Las grabaciones, realizadas entre 1958 y 2010 con varias formaciones, fueron lanzadas en 2011 en Proper Records. El álbum es un homenaje a su larga y exitosa carrera.

## Trasfondo

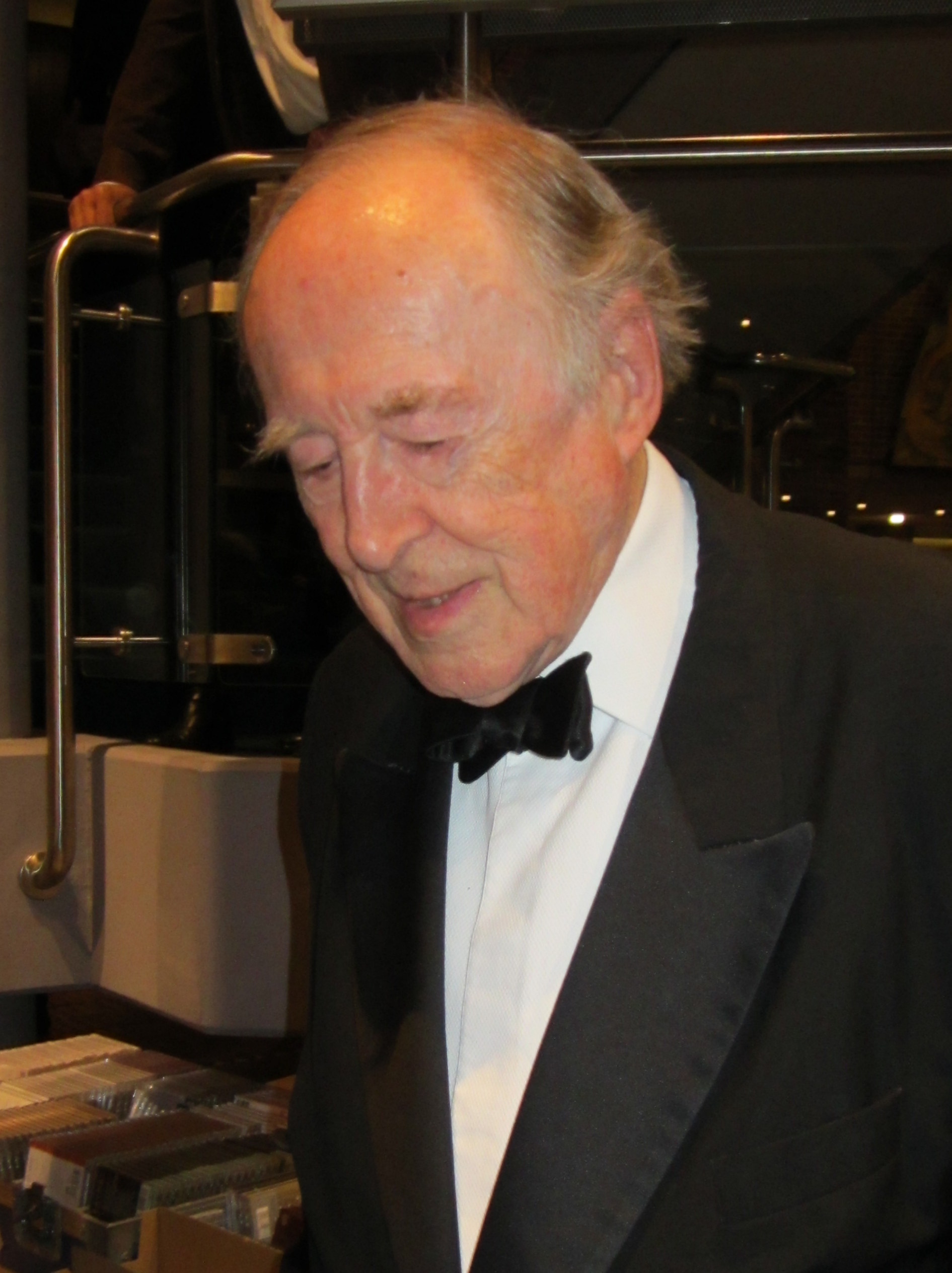
Chris Barber (2014)

En las primeras pistas del CD 1 tocaron Chris Barber y otros con los músicos de blues Sonny Terry y Brownie McGhee el título Do Love, Do Remember Me, creado en 1958 con la primera banda Barber. A lo largo del álbum, encuentros con solistas invitados como Eric Clapton, Muddy Waters, James Cotton, Keith Emerson, Alexis Korner, Rory Gallagher, Lonnie Donegan, Van Morrison, Dr. John, Ottilie Patterson, Paul Jones, Alex Bradford, Edmond Hall, Trummy Young, Joe Darensbourg, Albert Nicholas, Eddie Durham, Sammy Price, Jools Holland y Mark Knopfler. Ottilie Patterson es vocalista de St. Louis Blues, seguida por Ian Wheeler y el dúo con el invitado estrella Edmond Hall en High Society. Johnny Boston y James Evans aparecen en Tea Party Blues en 1993, y Jools Holland y Mark Knopfler en Dallas Rag.

## Lista de pistas
- Chris Barber: Memories of My Trip (Proper Records – PRPCD073)[2]

### CD 1: Jazz & Gospel

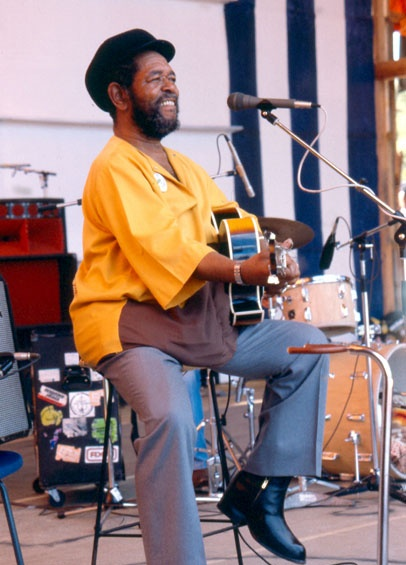
Brownie McGhee (1981)

1. Brownie McGhee (1981)Brownie McGhee – Memories of My Trip
2. Ottilie Patterson, Sonny Terry & Brownie McGhee – When Things Go Wrong
3. Ottilie Patterson, Sonny Terry & Brownie McGhee – Do Lord, Do Remember Me
4. Eric Clapton y Chris Barber – Weeping Willow
5. The Muddy Waters Blues Band con Chris Barber – Kansas City
6. James Cotton con Alexis Korner, Chris Barber y Keith Scott – Love Me or Leave Me
7. Rory Gallagher con Chris Barber – Can’t Be Satisfied
8. Lonnie Donegan con the Chris Barber Jazz & Blues Band – Diggin' My Potatoes
9. Jeff Healey y His Jazz Wizards con Chris Barber – Goin' Up the River
10. Van Morrison con Chris Barber Skiffle Group – How Long Blues
11. Van Morrison con Chris Barber Jazz & Blues Band – Goin' Home
12. Van Morrison with the Chris Barber’s Jazz Band and Dr. John – Oh Didn't He Ramble
13. Ottilie Patterson with Chris Barber’s Jazz Band – Lonesome Road
14. Paul Jones with the Chris Barber Jazz & Blues Band – I’ll Be Rested
15. Andy Fairweather-Low with the Chris Barber Jazz & Blues Band – Precious Lord, Take My Hand
16. Alex Bradford with Chris Barber’s Jazz Band and Singers – Couldn’t Keep It to Myself
17. John Slaughter’s Last Blues – Another Sad One

### CD 2: Blues & Jazz
1. Ottilie Patterson and Chris Barber’s Jazz Band, Edmond Hall – St. Louis Blues / Missouri Special / St. Louis Blues
2. Edmond Hall and Ian Wheeler with Chris Barber’s Jazz Band – High Society
3. Keith Emerson and the T-Bones with Chris Barber – Rock Candy
4. Trummy Young with the Chris Barber Jazz & Blues Band –Georgia on My Mind
5. Joe Darensbourg with Pat Halcox and Chris Barber – Rose Room
6. Albert Nicholas with Chris Barber’s Jazz Band – C-Jam Blues
7. Chris Barber at the Boston Tea Party – Tea Party Blues
8. Eddie Durham with the Chris Barber Jazz & Blues Band – Jack Teagarden Blues
9. Sammy Price, Sandy Brown and Chris Barber, Keith Smith – Tailgate Boogie
10. Chris Barber’s Six-Piece Featuring Jools Holland – Winin' Boy Blues
11. Chris Barber’s Six-Piece Featuring Jools Holland – On the Sunny Side of the Street
12. Mark Knopfler with Chris Barber’s Jazz Band – Blues Stay Away from Me
13. Mark Knopfler with Chris Barber’s Jazz Band – Dallas Rag
14. Mark Knopfler, Chris Barber’s Jazz Band – ’Til the Next Time I’m in Town

## Recepción

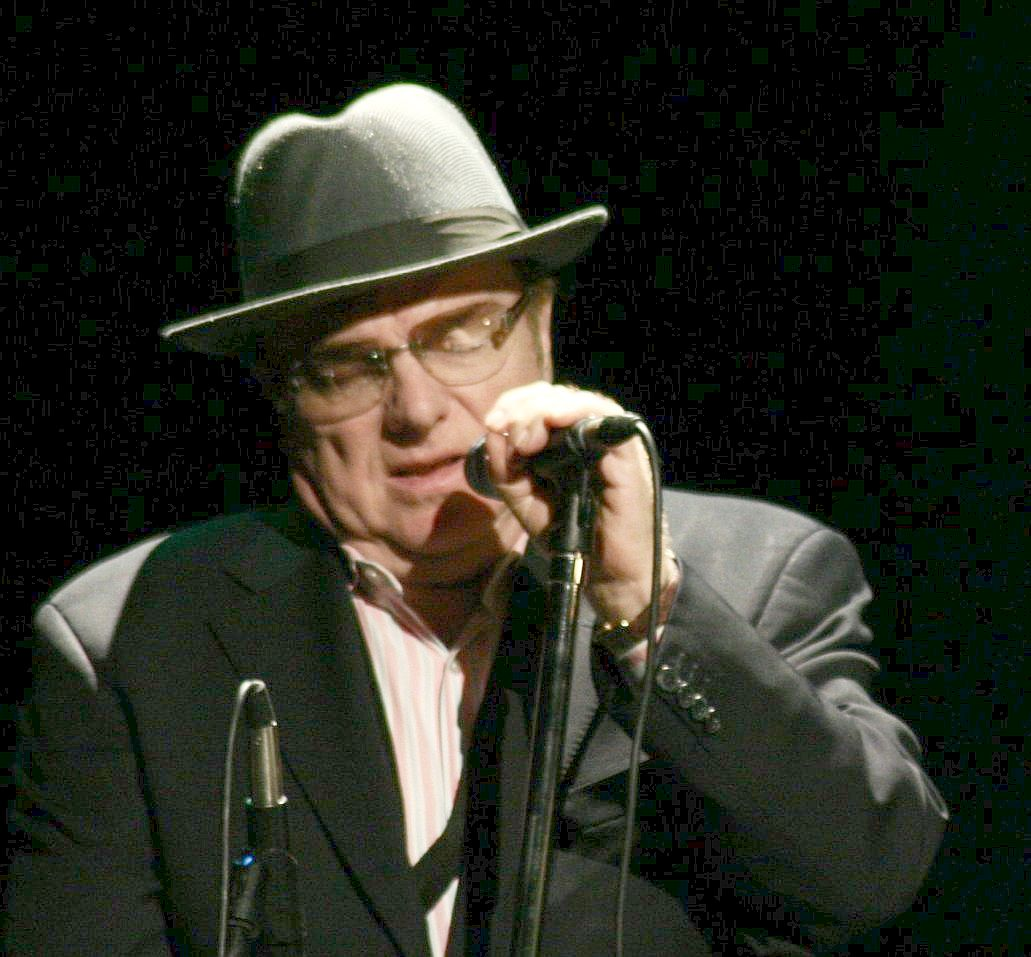
Van Morrison (2009)

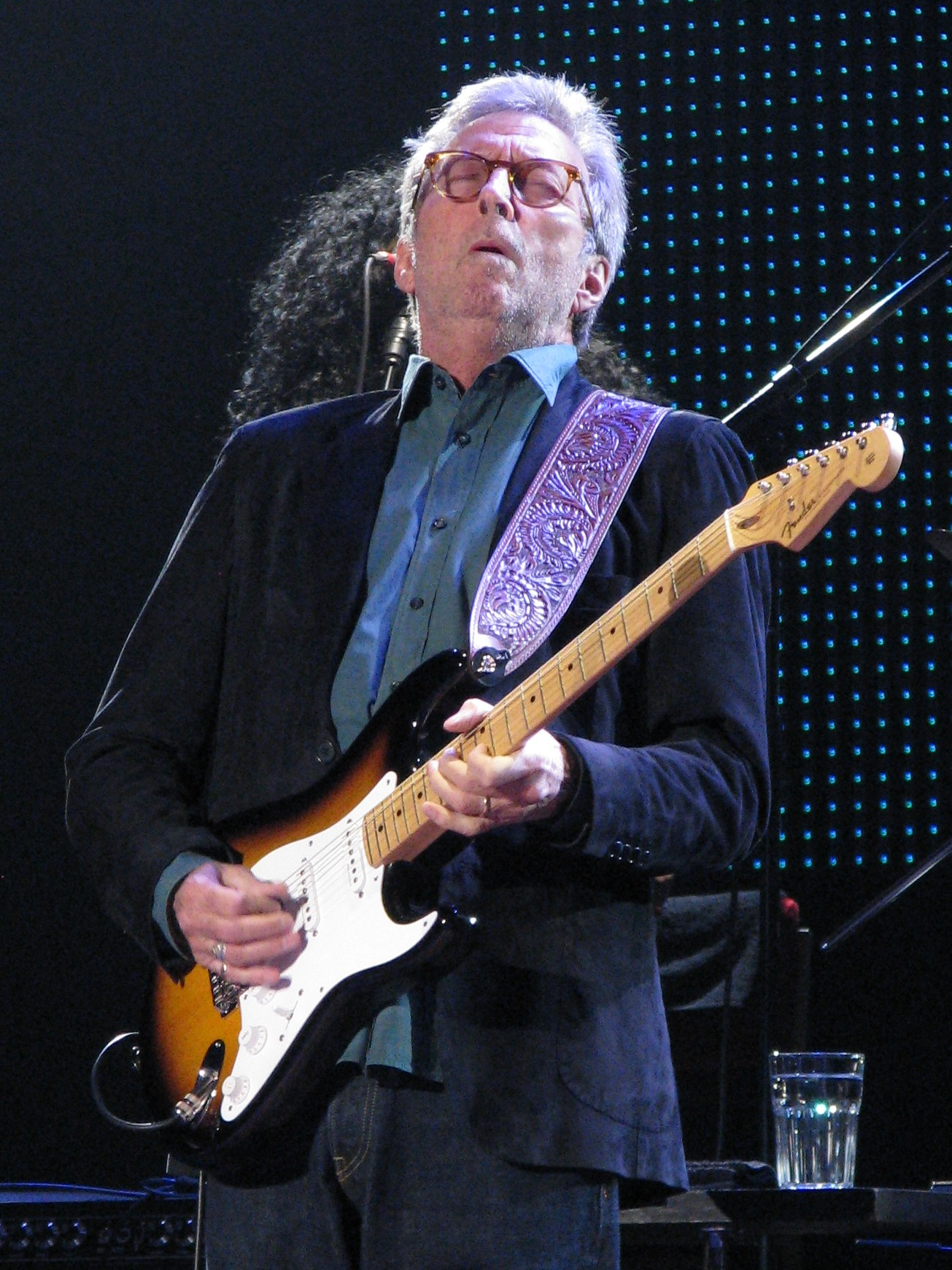
Eric Clapton actuando en el Madison Square Garden en 2015

Según Chris M. Slawecki, que revisó el álbum en All About Jazz, hay muy pocas retrospectivas de jazz más completas y atractivas que Memories of My Trip, que cubre seis décadas de grabaciones y actuaciones de uno de los músicos de jazz tradicional más longevos de Gran Bretaña. Las preciosas memorias de Barber son resaltadas por admiradores como Muddy Waters, Keith Emerson, Eric Clapton, Van Morrison y otros fuera del ámbito del jazz tradicional.
Hugh Rainey escribió en Jazz Journal, de 1958 a 2010 y centrándose en el propio Chris Barber, el álbum hace numerosas paradas en su camino musical y presenta una amplia gama de colaboraciones, a veces sorprendentemente eclécticas, con celebridades de los campos del jazz, el blues, el góspel y el blues rock. Chris Barber puede estar orgulloso de estos encuentros innovadores y, sin duda, esclarecedores. Un viaje paralelo a través del desarrollo de su propia banda, desde Bobby Shaftoe [de 1954] hasta Battersea Rain Dance y más allá hasta sus actuaciones en big band, sería un álbum complementario muy valioso.
John Fordham le dio al álbum tres estrellas en The Guardian y escribió que las colaboraciones con Van Morrison, Mark Knopfler, Dr. John y Eric Clapton son prueba de lo influyente que fue Barber para una generación de músicos de rock que se inspiraron no sólo en su compromiso con las raíces del jazz, sino también en una actitud no sectaria que algunos puristas consideraban herética. Una versión magníficamente ruidosa de Oh Did't He Ramble, 1976 con Van Morrison y el Dr. John es uno de los ejemplos más destacados, al igual que el denso riff de la banda que toca bajo las ágiles líneas del clarinetista de Nueva Orleans Albert Nicholas en C Jam Blues. En opinión del autor, una presentación más sólida del repertorio habitual de gira de este grupo -y menos invitados estrella- podría haber resultado en un tributo ligeramente más equilibrado.